# سیارک ۱۲۴۹۸
سیارک ۱۲۴۹۸ (به انگلیسی: 12498 Dragesco، نامگذاری:1998FY14) دوازده هزار و چهارصد و نود و هشتمین سیارک کشف شده‌است که در ۲۶ مارس ۱۹۹۸ کشف شد.
قدر مطلق سیارک برابر ۱۳٫۸۰ است.